# Епископство Халберщат
Епископството Халберщат (на немски: Bistum Halberstadt) е историческо епископство от 804 до 1648 г. на Свещената Римска империя. Принадлежало е към църковната провинция Майнц. Столица е Халберщат. Териториалната собственост на епископството става през 1648 г. княжество, подчинено на курфюрстите на Бранденбург.
Карл Велики прави мисионерския център през 804 г. за епископско седалище. Първият мисионерски ръководител в Халберщат е епископ Хилдегрим от Шалонс (* ок. 760: † 19 юни 827), братът на Людгер.